# Protobulhaři

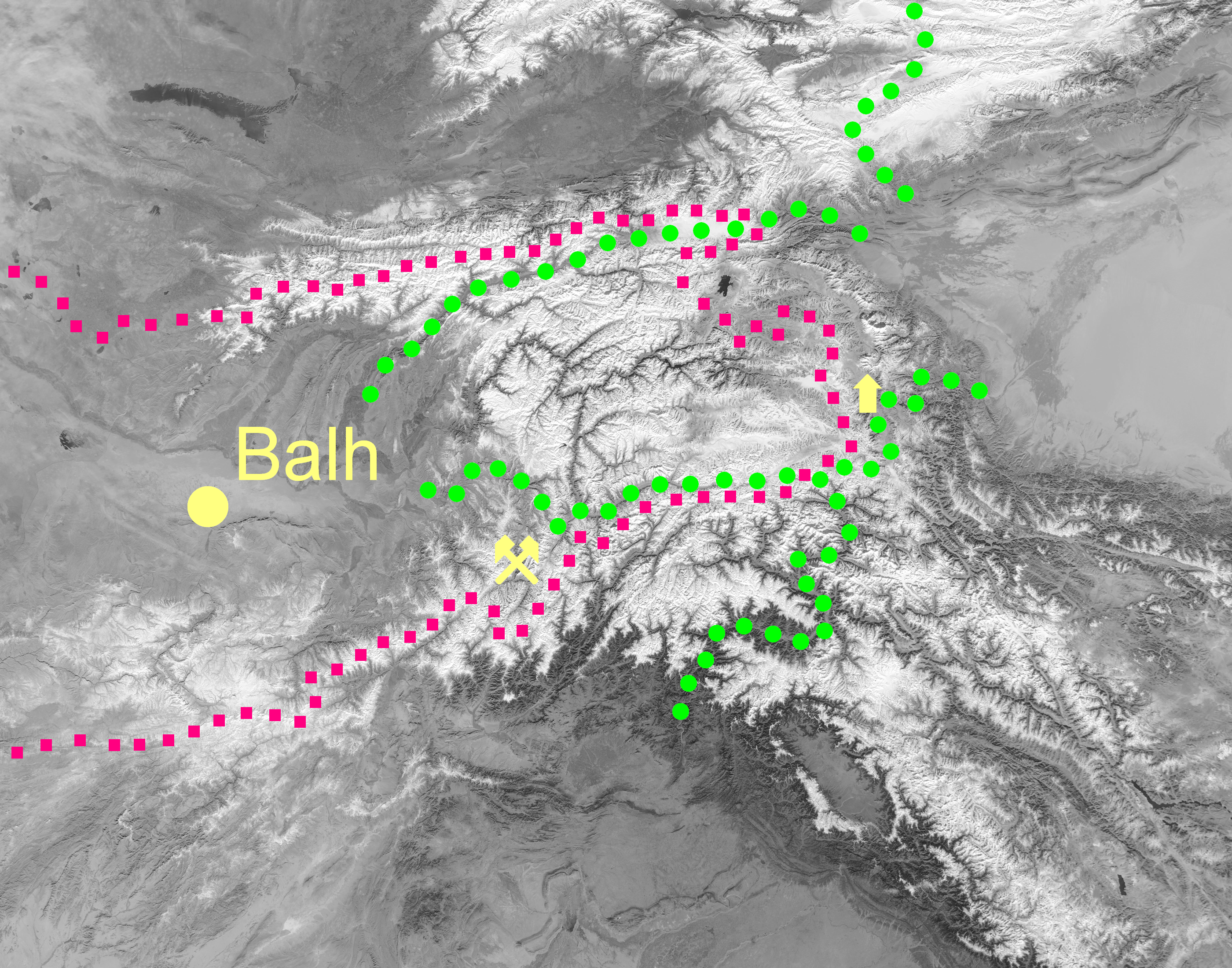
Zřejmě pradávný domov Protobulharů v pohoří Hindúkuš a Pamír, shodný s mapou Střední Asie z arménského atlasu ‚Ashharatsuyts‘ (5.–7. století), který zrekonstruoval akademik S.T. Eremian.

Protobulhaři,  Prabulhaři, Starobulhaři, Bulgaři nebo Bolgaři, někdy také Bulakové či Hunobulhaři,, je souhrnný název pro polokočovné válečnické turkické kmeny, které dosáhly značných úspěchů mezi 5. a 7. stoletím, kdy vytvořily v pontsko-kaspické stepi státní útvar Staré Velké Bulharsko. Stali se známí jako kočovní jezdci v oblasti řek Volha a Ural, ale někteří badatelé se domnívají, že jejich etnické kořeny lze vysledovat ve Střední Asii.
Největšího rozsahu dosáhli za chána Kuvrata, ale po jeho smrti se svaz rychle rozpadl, kdy byla jeho říše poražena Chazarskou říší v roce 668. V roce 681 dobyl chán Asparuch s částí Prabulharů Malou Skythii, otevřel přístup do Moesie na Balkáně, a založil podunajské Bulharsko – první bulharskou říši, kde se Bulhaři stali politickou a vojenskou elitou. Následně se spojili se zavedeným byzantským obyvatelstvem, stejně jako s dříve usazenými slovanskými kmeny, a nakonec byli slavizováni, čímž se stali jedněmi z předků moderních Bulharů.
Další část Protobulharů putovala na sever, kde se posléze stali známými jako kočovní jezdci v oblasti řeky Volhy po pohoří Ural. Během své migrace na západ přes euroasijskou step absorbovaly kmeny Protobulharů další etnické skupiny a kulturní vlivy v procesu etnogeneze, včetně indoevropských, ugrofinských a hunských kmenů. Moderní genetický výzkum středoasijských turkických národů a etnických skupin příbuzných Protobulharům ukazuje na příslušnost k západoasijským populacím. Protobulhaři mluvili turkickým jazykem, tj. prabulharským jazykem ogurské větve. Zachovali vojenské tituly, organizaci a zvyky eurasijských stepí, stejně jako pohanský šamanismus a víru v nebeské božstvo Tengri.
V říši Protobulharů, nazývaných zde Bulakové, se odehrává větší část dětské knížky Runera Jonssona Viking Vike králem.

## Historie

Protobulhaři masakrují Byzantince

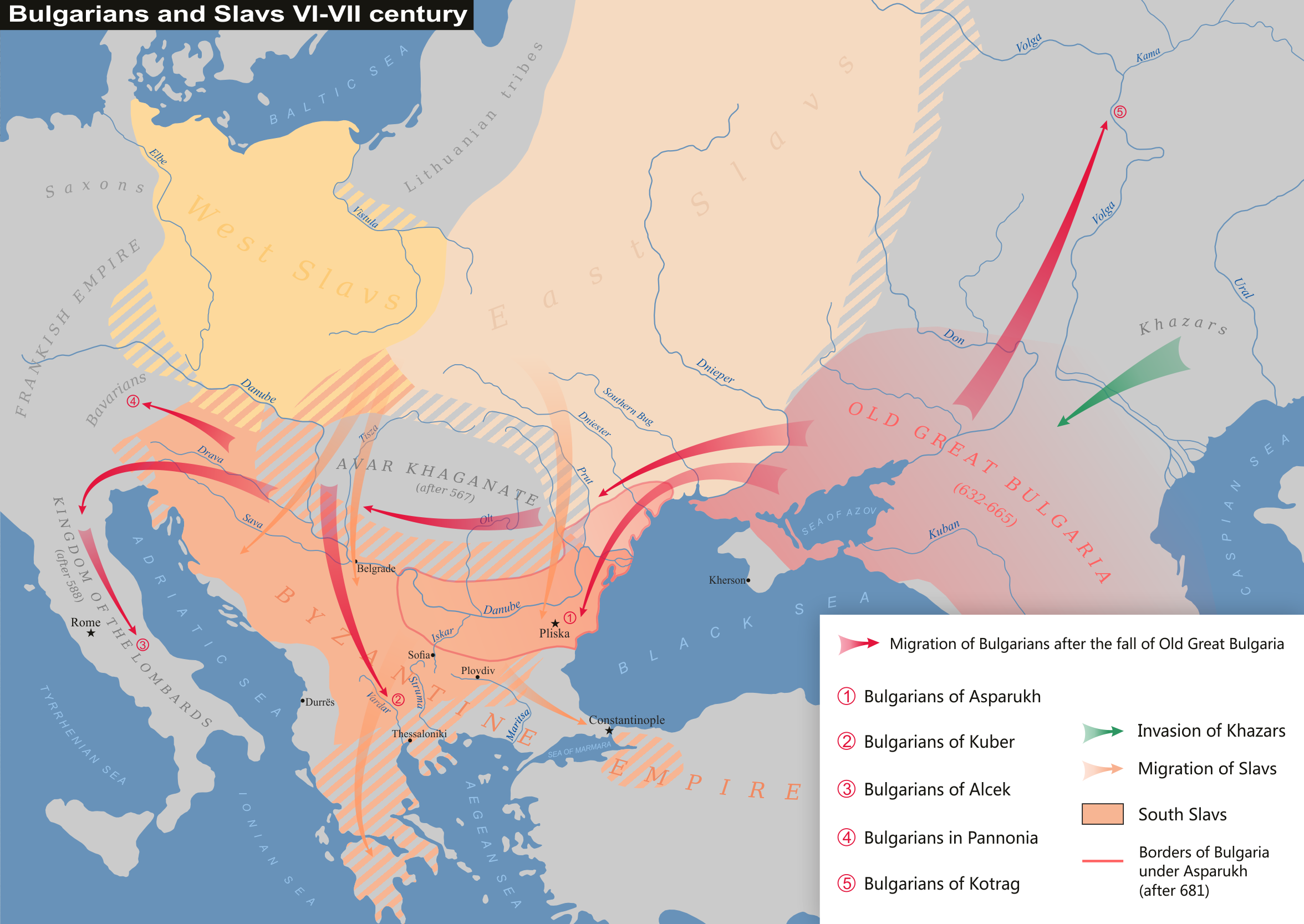
Stěhování Bulharů po pádu Starého Velkého Bulharska v 7. století.

Pocházeli ze střední Asie. Od 2. století obývali evropské stepi severně od Kavkazu a roviny u řeky Itil, která dnes podle nich nese jméno Volha.
Během stěhování národů – v roce 375 a část i v 5. století – se v rámci přesunu hunského konglomerátu dostali k severnímu pobřeží Černého moře a část pronikla i do Panonie, kde si zřejmě zachovala svůj ráz i později během příchodu Avarů. Od jména protobulharského kmene Onogurů či Ogurů, podřízeného Avarům, bývá odvozován název Uhry, Uhersko či Hungary.
Kara Prabulhaři (Černomořští Prabulhaři) v 5.–6. století uskutečňovali nájezdy na balkánské provincie Východořímské říše a ta je často nasazovala ve svém vojsku. V roce 558, když do Černomoří přišli prchající Avaři, se Hunobulhaři na krátký čas podřídili avarskému kaganovi. Po opětovném útěku Avarů, již prchali před Turkuti, byli do roku 630–635 součástí expandujícího Západoturkuckého kaganátu (západní Turkuti z dynastického klanu Ašına).
Asi v roce 635 se Kuvratovi (z konkurenčního dynastického klanu Dulo), náčelníkovi prabulharského kmene Onogurů, podařilo zbavit turecké nadvlády a za pomoci Východořímské říše vytvořil stát, unii kmenů, která se nazývá Staré Velké Bulharsko (latinsky Magna Bulgaria).
Po Kuvratově smrti se Velké Bulharsko rozpadlo, část Prabulharů si podrobili Chazaři, část utekla do oblasti Volhy a Kamy (později vytvořili říši Volžských Protobulharů), část zřejmě odešla do Panonie a Řecka, a největší a nejsilnější část někdy před rokem 680 překročila Dunaj a usadila se v Dolní Moesii (zhruba dnešní Bulharsko). Tito se spojili s místním slovanským obyvatelstvem (Sedm slovanských kmenů) a v roce 681 tu založili bulharský stát. V průběhu 200 let byli Slovany, kteří sem přišli asi v 6. století, asimilováni. Dnešní Bulhaři jsou slovanský národ asimilovaný s Protobulhary a thráckým substrátem, ale v jejich etnogenezi hrály menší roli i zbytky germánských kmenů (Gótové, Gepidové atd).
Zbývající pontští Protobulhaři odešli v 7. století k řece Volze, kde založili Volžské Bulharsko. Svou identitu si dobře zachovali do 13. století. Volžtí Tataři a Čuvaši se považují za potomky Povolžských Protobulharů.

## Galerie

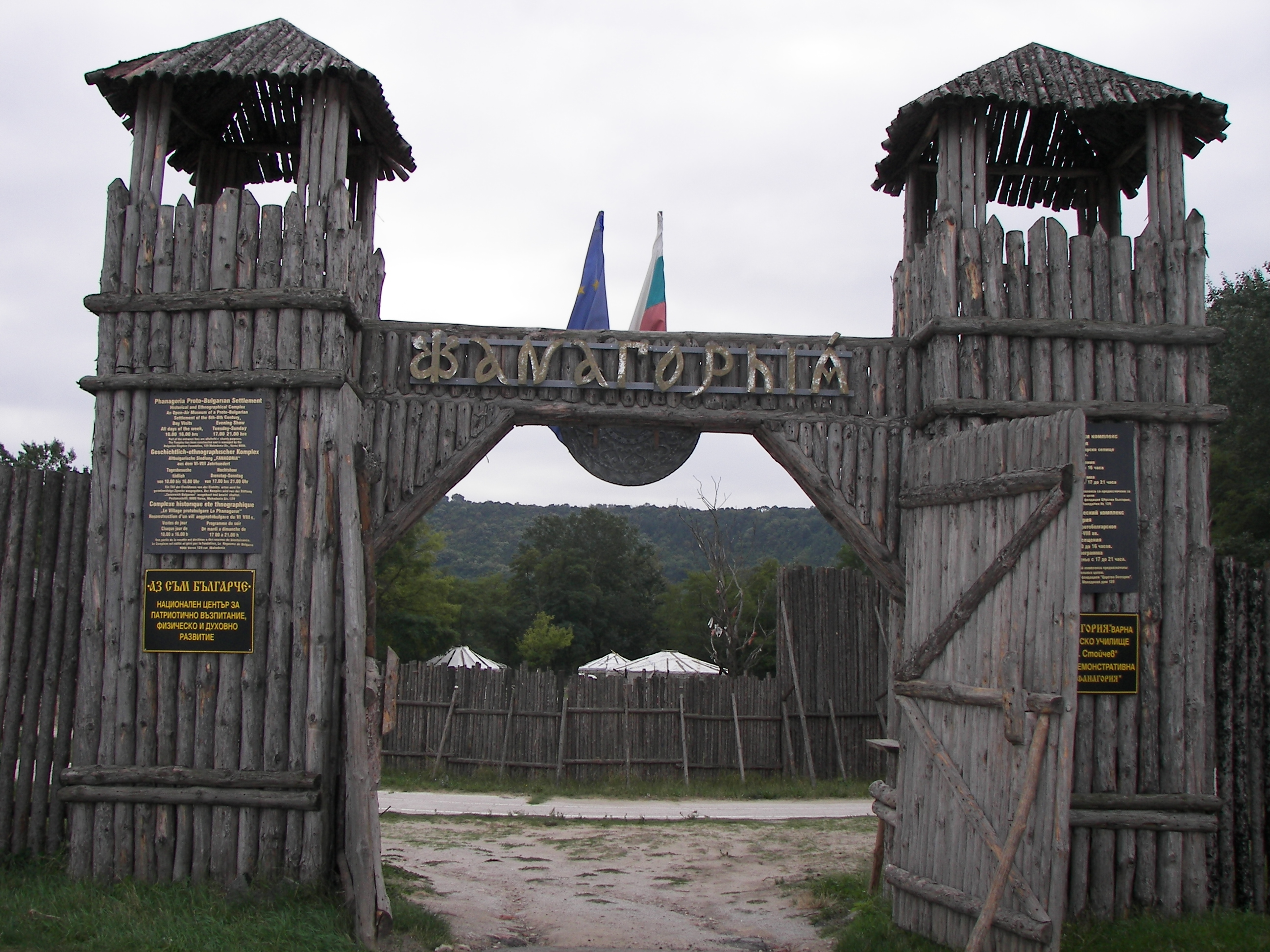
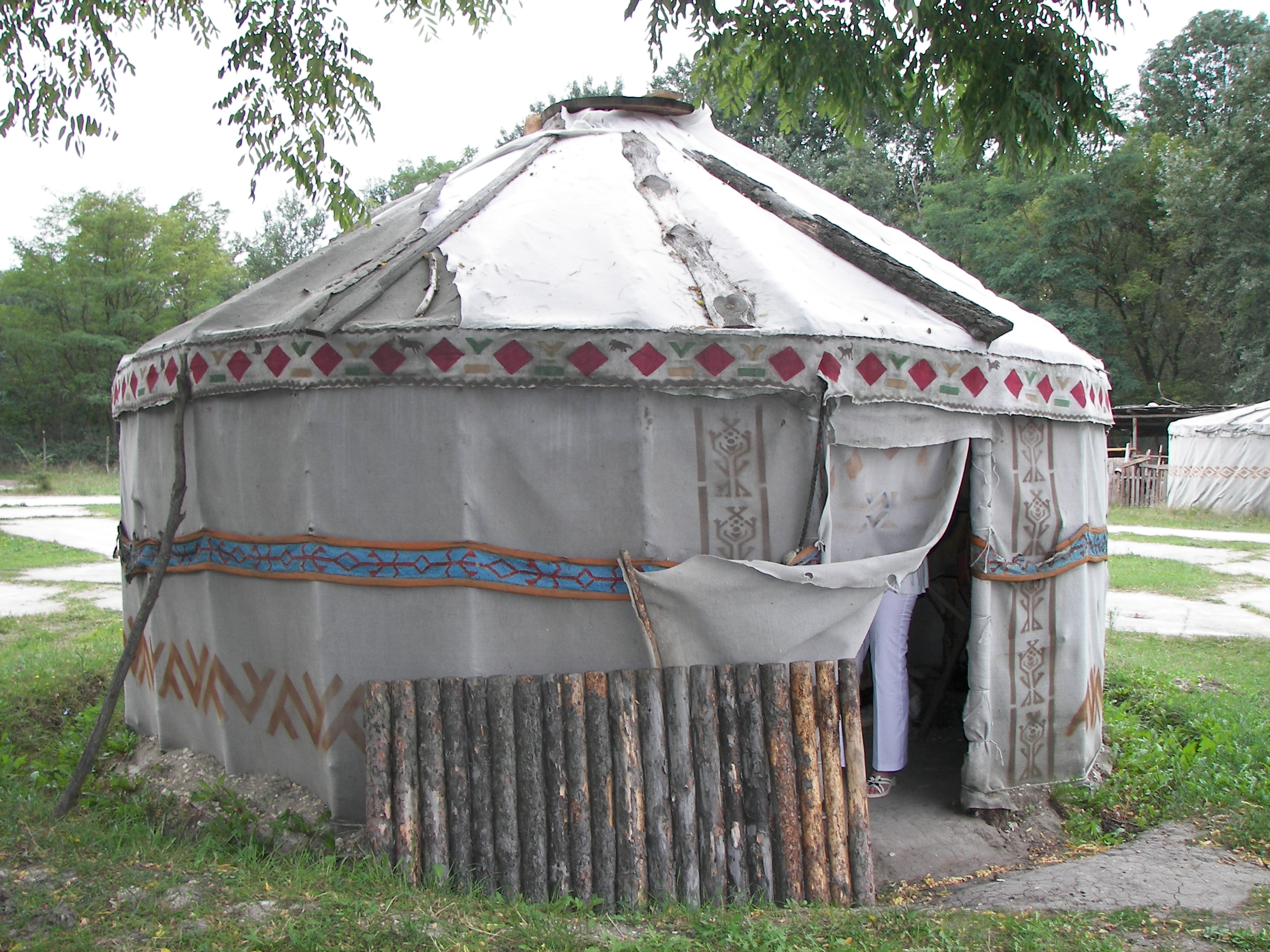
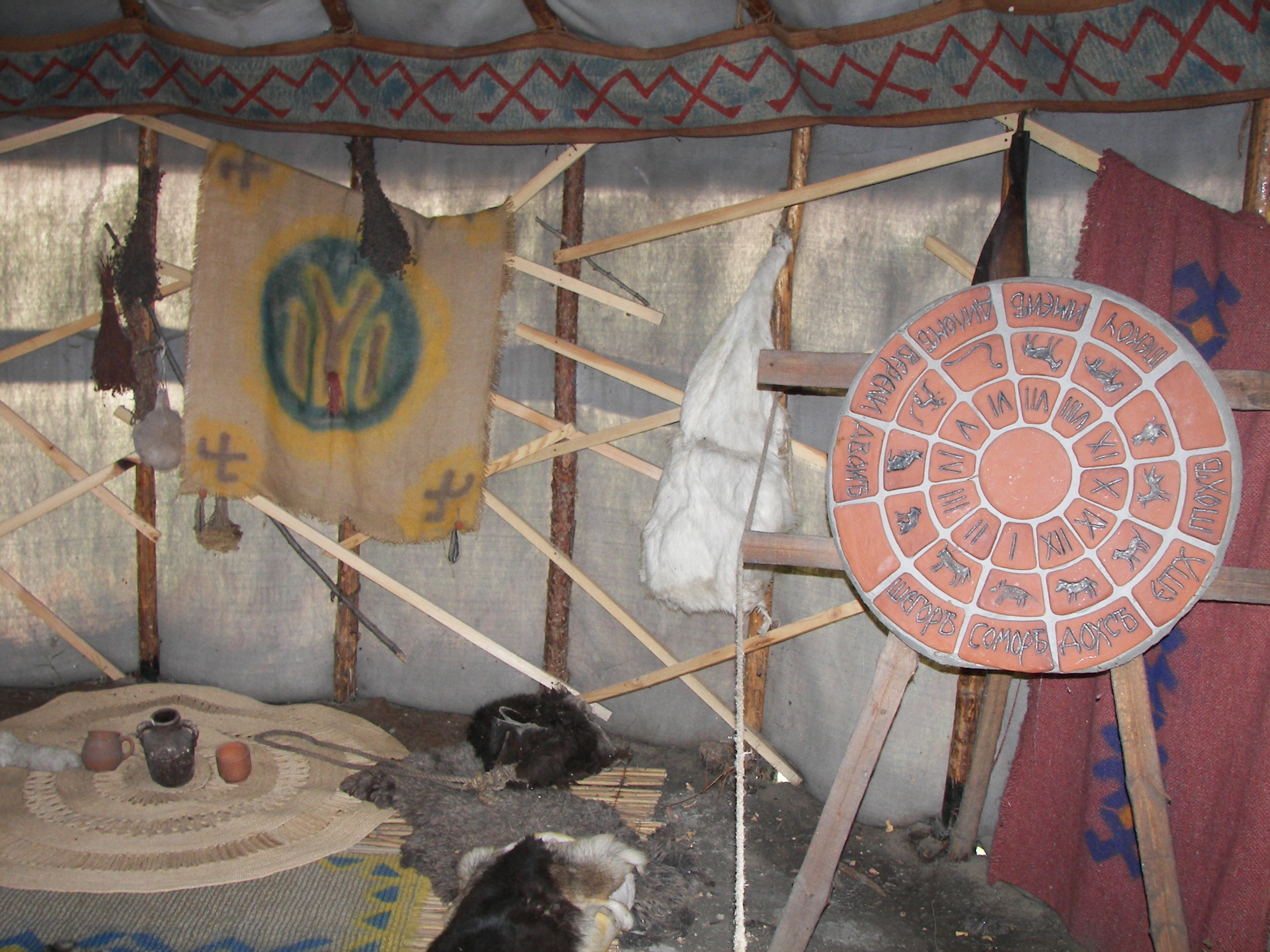
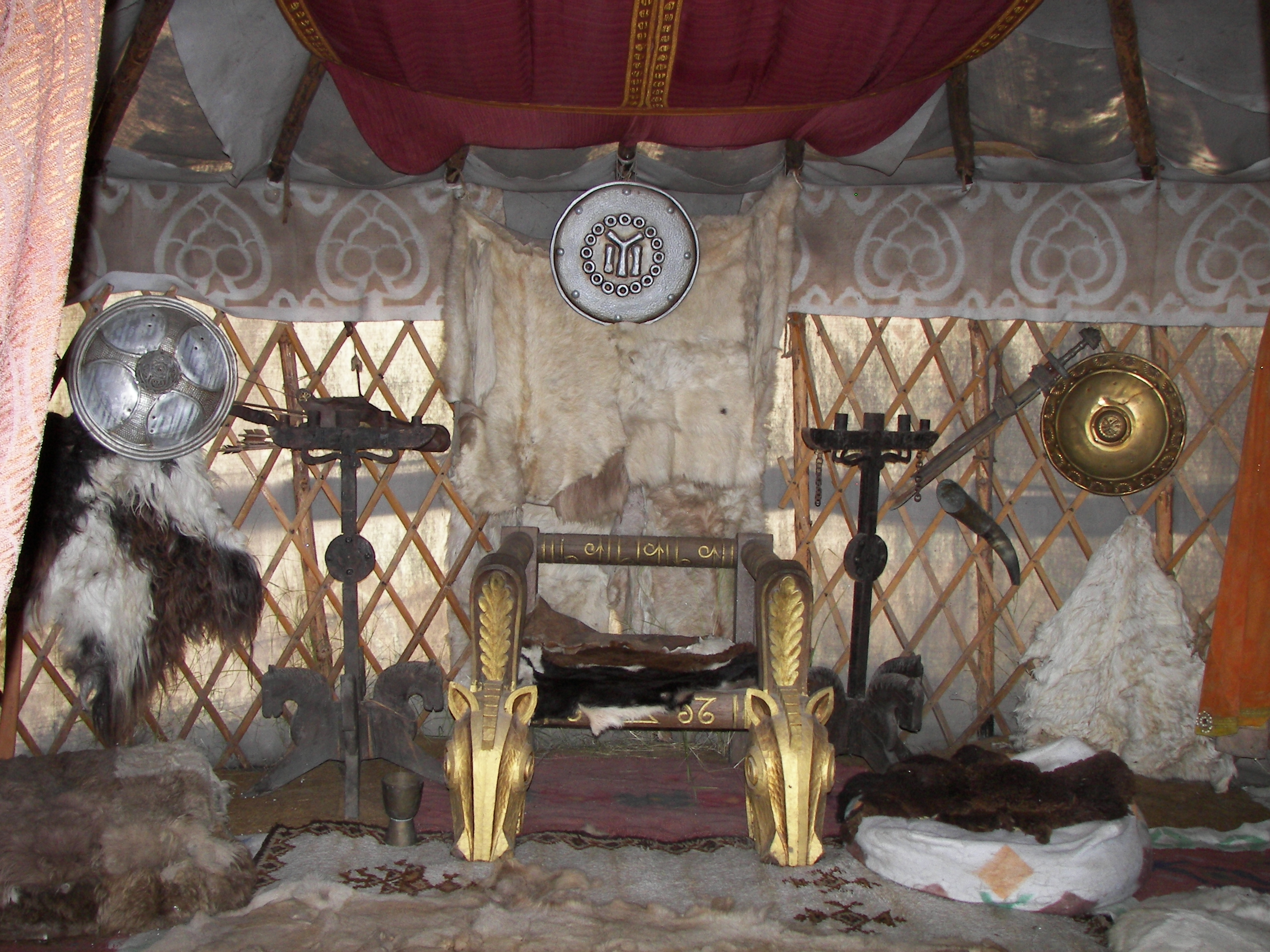